# Разрабы
«Разрабы», или «Разработчики», или «Программисты», (англ. Devs) — американский научно-фантастический технотриллер в формате мини-сериала режиссёра Алекса Гарленда, выходивший на Hulu с 5 марта по 16 апреля 2020 года.
Сериал получил ряд наград и номинаций в основном за технические достижения, в том числе был номинирован на 4 прайм-таймовые премии «Эмми» за лучшую операторскую работу, монтаж и микширование звука и за лучшие визуальные спецэффекты.

## Сюжет
Главная героиня сериала — Лили Чан, сотрудница ИТ-компании «Амайя» (англ. Amaya), кампус которой расположен неподалёку от Сан-Франциско в безлюдной лесистой местности. Она узнает о существовании секретного подразделения компании, называемого Devs. В это подразделение переводят её парня Сергея. Через день он исчезает. Вскоре Лили узнаёт что он погиб — по официальной версии — в результате самоубийства.
Лили постепенно узнаёт, чем занимается подразделение. Devs проводит секретные разработки с помощью мощнейшего в мире квантового компьютера, позволяющего точно моделировать события прошлого и будущего — прошлого на много тысяч лет назад и будущего на несколько лет вперед. Для этого используется инновационный подход к многомировой интерпретации квантовой механики. События восстанавливаются в виде так называемых проекций.
Сергей, работавший на российские спецслужбы, попытался украсть секреты корпорации, но был раскрыт и уничтожен. Основатель корпорации Форест пытается воссоздать и переиграть события недавнего прошлого, когда в результате несчастного случая погибли его жена и дочь. Одна из проекций предсказывает скорую смерть самой Лили.
В финале Лили и Форест погибают и приходят в себя внутри одной из проекций, вместе с их близкими — живыми и здоровыми. Среди многих вселенных Форест выбрал ту, где события развиваются самым счастливым образом. Тем временем в реальном мире разработками Devs серьёзно интересуется правительство.

## В ролях
- Соноя Мидзуно — Лили, инженер-компьютерщик
- Ник Офферман — Форест, CEO компании «Амайя»
- Джин Ха — Джейми, специалист по кибербезопасности
- Зак Гренье — Кентон, глава службы безопасности компании «Амайя»
- Стивен Хендерсон — Стюарт
- Кейли Спейни — Линдон
- Элисон Пилл — Кэти
- Карл Глусман — Сергей
- Линнеа Бертелсен — Джен
- Джефферсон Холл — Пит, бездомный

## Эпизоды
| № | Название    | Режиссёр      | Автор сценария | Дата премьеры  |
| - | ----------- | ------------- | -------------- | -------------- |
| 1 | «Episode 1» | Алекс Гарленд | Алекс Гарленд  | 5 марта 2020   |
| 2 | «Episode2»  | Алекс Гарленд | Алекс Гарленд  | 5 марта 2020   |
| 3 | «Episode 3» | Алекс Гарленд | Алекс Гарленд  | 12 марта 2020  |
| 4 | «Episode 4» | Алекс Гарленд | Алекс Гарленд  | 19 марта 2020  |
| 5 | «Episode 5» | Алекс Гарленд | Алекс Гарленд  | 26 марта 2020  |
| 6 | «Episode 6» | Алекс Гарленд | Алекс Гарленд  | 2 апреля 2020  |
| 7 | «Episode 7» | Алекс Гарленд | Алекс Гарленд  | 9 апреля 2020  |
| 8 | «Episode 8» | Алекс Гарленд | Алекс Гарленд  | 16 апреля 2020 |

## Производство

### Разработка
13 марта 2018 года было объявлено о том, что телеканал FX сделал заказ на производство пилотной серии сериала. Её сценарий был написан Алексом Гарлендом, который также должен был стать режиссёром и исполнительным продюсером. 23 июля 2018 года Роб Харди упомянул в интервью, что он станет оператором сериала.
3 августа 2018 года во время ежегодного летнего пресс-тура Ассоциации телевизионных критиков было объявлено о том, что телеканал FX решил пропустить этап создания пилотного выпуска и вместо этого заказал производство всего мини-сериала из восьми серий, премьера которого была намечена на 2019 год. Сообщалось о расширении состава исполнительных продюсеров, в число которых вошли Эндрю Макдоналд, Аллон Рейк, Эли Буш и Скотт Рудин. Впоследствии телеканал FX решил перенести премьеру сериала на 2020 год, что дало режиссёру больше времени на доработку сериала.
Гарленд появился на нью-йоркском фестивале New York Comic Con и дал пояснения о создании сериала: «Я читаю о науке больше, чем о чём-либо ещё, и это началось с двух вещей. Заключалось это в том, что я всё время думал о принципе детерминизма, который, в основном, гласит, что всё, что происходит в мире, основано на причине и следствии… Это несёт для нас самые разные последствия. Одна из них заключается в том, что это лишает свободы воли, а другая заключается в том, что, если вы находитесь за достаточно мощным компьютером, то вы можете использовать детерминизм для предсказания будущего и понимания прошлого. Если вы расскажете всё о себе, об особенностях того, почему вы предпочитаете чашку кофе чашке чая, то за пять секунд до того, как вы сказали бы, что хотите выпить чашку кофе, можно было бы предсказать, что вы об этом попросите.»

### Кастинг
Вместе с объявлением о заказе сериала было подтверждено, что на главные роли пробуются Соноя Мидзуно, Ник Офферман, Джин Ха, Зак Гренье, Стивен Хендерсон, Кейли Спейни и Элисон Пил.

### Съёмки
Съёмки сериала начались в августе 2018 года. Среди локаций, где они проходили, был Калифорнийский университет в Санта-Крузе. Первый тизер сериала был выпущен 5 октября 2019 года.